# BUGAKU
BUGAKU（舞楽）（ぶがく）は、黛敏郎によるバレエ作品。

## 作曲の経緯
1962年、ニューヨーク・シティ・バレエ団の芸術監督ジョージ・バランシンの委嘱により作曲され、1963年3月30日、ニューヨーク・シティ・センターで初演された。その後1966年4月13日、岩城宏之指揮NHK交響楽団により演奏会形式での初演が行われ、同年尾高賞を受賞した。
内容は雅楽の舞をもとにしている。その背景として1958年のニューヨーク・シティ・バレエ団の日本公演と、翌年の宮内庁式部職楽部のアメリカ公演があると考えられる。ニューヨーク・シティ・バレエ団では1984年、2007年、2008年に再演された。

## 楽器編成
ピッコロ1、フルート2、オーボエ2、イングリッシュホルン（第3オーボエと持ち替え）、クラリネットB♭管2、バスクラリネットB♭管1、ファゴット2、コントラファゴット1、ホルン4、トランペットB♭管3、トロンボーン2、バストロンボーン1、チューバ1、ティンパニ、シロフォン、グロッケンシュピール、橇の鈴、タムタム、大太鼓、シンバル、ハープ1、ピアノ1、弦5部

## 楽曲構成
第I部 レント
第II部 モデラート
ファゴットと打楽器のリズムによって開始される。その後オーボエの反復する旋律が登場し、ピアノがこの動機を助ける音階を提示する。コーダでは第I部後半の主題が再現される。